# Eduardo Castillo Blasco
Eduardo Castillo Blasco (Aguarón, 16 d'octubre de 1903-Mèxic DF, 26 de juliol de 1987) va ser un polític i farmacèutic espanyol, membre rellevant del Partit Socialista Obrer Espanyol (PSOE) a Aragó. Durant el període de la Segona República va ser diputat a les Corts. Va participar en la Guerra civil, i després del final de la contesa es va exiliar a Mèxic.

## Biografia

### Carrera política
Nascut a Aguarón el 16 d'octubre de 1903, de professió va ser auxiliar de farmàcia.
Afiliat a la Unió General de Treballadors (UGT) en 1919, en 1926 va assistir al III Congrés d'Auxiliars de Farmàcia —celebrat a Bilbao— en representació de la secció saragossana; també va assistir al congrés de València, en 1928. Afiliat al Partit Socialista Obrer Espanyol (PSOE), des de 1929 va ser subsecretari de l'Agrupació socialista de Saragossa. Es va iniciar en la maçoneria (en 1932) amb el nom d'«Iglesias», pertanyent a la lògia «Constància núm. 16» de Saragossa.
En les eleccions municipals de 1931 va ser candidat del PSOE a l'Ajuntament de Saragossa, i fou elegit regidor. Aquests comicis van ser l'avançada de la caiguda de la monarquia i la proclamació de la Segona República. Durant el període republicà Eduardo Castillo va tenir una gran activitat en el si de la UGT i el PSOE saragossans, sent considerat com «un dels propagandistes més actius del socialisme saragossà». En les eleccions a Corts Constituents de 1931 va ser candidat del PSOE per Saragossa, rebent 16.667 vots, si bé no resultaria elegit diputat. A les eleccions de 1936 sí que va aconseguir obtenir acta de diputat. Segons l'historiador Carlos Fernández, hauria format part de la comissió parlamentària que va treballar el Projecte d'Estatut d'Autonomia de Galícia.

### Guerra civil
Després de l'esclat de la Guerra civil es va unir a les forces republicanes. Castillo va fundar les «Milícies Aragoneses» i seria comissari polític del batalló «Los Leones Rojos», amb el qual va combatre en el front de Guadalajara. En l'àmbit polític, al novembre de 1936 va ser elegit president del comitè provincial de la UGT saragossana i al juliol de 1937 seria elegit vicepresident de la federació provincial del PSOE a Saragossa —amb seu a Casp. La seva mare, la seva esposa i el seu fill, que havien quedat en la zona franquista, van ser canviats per l'ex-ministre Manuel González Hontoria. Al llarg de la contesa va exercir com a comissari polític de la 72a Brigada Mixta i de la 43a Divisió, operant totes dues unitats en el sector de l'alt Aragó. També seria inspector comissari de l'Exèrcit de l'Est, càrrec que va assumir després de l'ensulsiada del Front d'Aragó al març de 1938. Al final de la contesa va travessar la frontera francesa al costat de les restes de l'Exèrcit republicà. Posteriorment marxaria a l'exili a Mèxic.

### Exili
Castillo Blanco va arribar a Mèxic a l'abril de 1941. Allí va continuar amb la seva professió com a farmacèutic, treballant en la farmàcia «El Elefante». A l'exili va continuar militant en el PSOE, i a més fou president del Centre Republicà Espanyol a Mèxic. En 1972 va passar a formar part del PSOE-històric, després de l'escissió soferta pel PSOE, assistint com a delegat de la secció de Mèxic al XII Congrés del PSOE (H) celebrat en 1972. Va morir en 1987.